# Raketoplan Pathfinder
Raketoplan Pathfinder (angleško Stezosledec) je 75-tonska maketa raketoplana, narejena iz jekla in lesa, z neuradno oznako OV-098. Na začetku ga je NASA uporabljala za preskušanje upravljanja in premikanja pravega raketoplana, saj tako za preskuse niso potrebovali Enterprisea. 
Kasneje je združenje America-Japan Society, Inc. odkupilo maketo in sponzoriralo predelavo, da je bila bolj podobna pravemu raketoplanu, saj so jo razstavili na vesoljski razstavi v Tokiu. Takrat so jo tudi poimenovali Pathfinder. Nato so jo vrnili v ZDA, kjer je zdaj na ogled v U.S. Space & Rocket Centru v Huntsvillu, Alabama.